# グローバル・ボイス・オンライン
グローバル・ボイス・オンライン（Global Voices Online）とは、ブロガー及び市民ジャーナリストが作る国際的ネットワーク・プロジェクトである。同プロジェクトのライターらは、ブログを使って世界中に発信される（とりわけ余り注目されない）話題を追跡し、それらのレポート記事や要約した記事を英語他多数の言語に翻訳して全世界に向け再発信する。元は2004年12月の複数のブロガーらによる国際的な会合が発端となり、翌2005年にハーバード・ロー・スクールのバークマン・センターに所属するイーサン・ザッカーマン及びレベッカ・マッキノンが非営利のウェブサイト並びにプロジェクトとして創設した経緯を持つ。初年度から2008年までは、ジョージ・ソロスの持つ財団であるオープン・ソサエティ財団（Open Society Foundations）の「情報計画」（Information Program）及びマッカーサー基金等から、2006年から2008年まではロイター（現: トムソン・ロイター）から、それぞれ財政支援を受けた。2008年からはオランダ・アムステルダムの非営利団体として独立した運営を開始している。

## 目標と手段
同プロジェクトの掲げる目標は二つの側面を持つ。一つは、「ブリッジブロガー」（bridgeblogger）の作り出すコミュニティをうまく機能するよう努めることである。ブリッジブロガーとは複数の言語または文化に精通する者らのことを指し、2つの言語もしくは2つの文化の架け橋を作る役目を果たす。プロジェクトは世界各地域にいる編集者らからなるチームを持ち、ブロゴスフィアの多様性の中で、それこそアフガニスタンからジンバブエに至るまでといったような、西洋圏の外側にありあまり脚光を浴びない話題にとりわけ注目しつつ、プロジェクトが興味を持つ話題を編集者らが拾い集める。一例を挙げると、コンゴ人ブロガーらが2006年の選挙について議論する様子や、ヨルダン人他アラブ人ブロガーらが2005年のデンマーク紙の風刺画論争について応酬する様子をプロジェクトのホームページの記事から見ることができる。
第2の目標は、第1の目標をより効果的に達成するための手法やリソースを生み出すことである。相互に利益を享受する立場にある主要メディア（メインストリーム・メディア）と緊密な協力関係を維持する為にリソースが主に使われる。なぜなら、余り注目されない話題をメインストリーム・メディアに拾い上げてもらい、記事化してもらうことが、それらを広く伝えるための最善の方法だからである。このため同プロジェクトは既存の報道機関を敵視するのではなく、むしろ自身がそれらに対する補完的な立場であることを理解している。既存メディアからのアプローチとして、例えばロイターなどは2006年1月に同プロジェクトに対し、条件をつけることなく資金提供している。
同プロジェクトがジャーナリズムのイノベーションに与えた貢献が評価され、ジョン・S・アンド・ジェームズ・L・ナイト財団から2006年の「ナイト＝バトゥン最優秀賞」（Knight-Batten Grand Prize）が授けられている。
翻訳記事も含め同プロジェクトの記事はCC-BYでライセンスされており、これに従いさえすれば自由に利用できる。

## 他言語への翻訳
2007年、グローバル・ボイスのコンテンツを英語から他言語に翻訳することを目標に掲げるプロジェクト・リンガが立ち上がった。プロジェクト・リンガはボランティアらの翻訳の助けを借りて、プロジェクトの記事を英語以外の言語に積極的に広げようとしている。17の翻訳サイトが活発に動いており、12のベータ版が自発的に活動し、しかし同時にコミュニティとも繋がりを持っている。